# Championnat de Turquie de football 2017-2018
Navigation
SüperLig 2016-2017 SüperLig 2018-2019
La saison 2017-2018 de Spor Toto Süper Lig est la soixantième édition du championnat de Turquie. Le championnat oppose dix-huit clubs turcs en une série de trente-quatre rencontres, au sein d'une poule unique où ils s'affrontent deux fois, à domicile et à l'extérieur. En fin de saison, les trois derniers du classement sont relégués et remplacés par les trois meilleurs clubs de deuxième division. La saison commence le 11 août 2017 pour se terminer le 20 mai 2018.
Les quatre premières places de ce championnat sont qualificatives pour les compétitions européennes que sont la Ligue des champions et la Ligue Europa. Une cinquième place est attribuée au vainqueur de la coupe nationale.

## Participants
Légende des couleurs
- Phase de groupes de la Ligue des champions 2017-2018
- Troisième tour de qualification de la Ligue des champions 2017-2018
- Phase de groupes de la Ligue Europa 2017-2018
- Troisième tour de qualification de la Ligue Europa 2017-2018
- Deuxième tour de qualification de la Ligue Europa 2017-2018
- Promu de 1.Lig 2016-2017

| Club                 | Dernière montée | Classement 2016-2017 | Entraîneur                                                                                   | Depuis | Stade                              | Capacité théorique |
| -------------------- | --------------- | -------------------- | -------------------------------------------------------------------------------------------- | ------ | ---------------------------------- | ------------------ |
| Beşiktaş JK          | 1959            | 1er                  | Şenol Güneş                                                                                  | 2015   | Vodafone Park                      | 41 903             |
| İstanbul BB          | 2014            | 2e                   | Abdullah Avcı                                                                                | 2014   | Stade Başakşehir Fatih Terim       | 17 801             |
| Fenerbahçe SK        | 1959            | 3e                   | Aykut Kocaman                                                                                | 2017   | Ülker Arena                        | 50 509             |
| Galatasaray SK       | 1959            | 4e                   | Igor Tudor (18/12/2017) Fatih Terim                                                          | 2017   | Türk Telekom Arena                 | 52 562             |
| Antalyaspor          | 2015            | 5e                   | Rıza Çalımbay (19/09/2017) Leonardo (07/12/2017) Hamza Hamzaoğlu                             | 2017   | Antalya Stadyumu                   | 32 539             |
| Trabzonspor          | 1974            | 6e                   | Ersun Yanal (16/10/2017) Rıza Çalımbay                                                       | 2017   | Medical Park Stadyumu              | 41 461             |
| Akhisar Belediyespor | 2012            | 7e                   | Okan Buruk                                                                                   | 2017   | Stade du 19-Mai de Manisa          | 16 597             |
| Gençlerbirliği SK    | 1989            | 8e                   | Ümit Özat (31/08/2017) Mesut Bakkal (20/11/2017) Ümit Özat                                   | 2017   | Stade du 19-Mai d'Ankara           | 19 209             |
| Konyaspor            | 2013            | 9e                   | Mustafa Reşit Akçay (23/10/2017) Mehmet Özdilek (04/03/2018) Sergen Yalçın                   | 2018   | Konya Büyükşehir Belediye Stadyumu | 41 981             |
| Kasımpaşa SK         | 2012            | 10e                  | Kemal Özdes                                                                                  | 2016   | Stade Recep-Tayyip-Erdoğan         | 14 234             |
| Kardemir Karabükspor | 2016            | 11e                  | Erkan Sözeri (25/09/2017) Tony Popović (15/12/2017) Levent Açıkgöz (21/03/2018) Ünal Karaman | 2018   | Stade Dr-Necmettin-Şeyhoğlu        | 14 200             |
| Alanyaspor           | 2016            | 12e                  | Safet Sušić (25/12/2017) Hikmet Karaman (26/02/2018) Mesut Bakkal                            | 2018   | Alanya Oba Stadı                   | 10 842             |
| Osmanlıspor          | 2015            | 13e                  | Bülent Uygun (17/10/2017) İrfan Buz                                                          | 2017   | Osmanlı Stadyumu                   | 19 626             |
| Bursaspor            | 2006            | 14e                  | Paul Le Guen (10/04/2018) Mustafa Er                                                         | 2018   | Timsah Arena                       | 43 877             |
| Kayserispor          | 2015            | 15e                  | Marius Șumudică                                                                              | 2017   | Stade Kadir-Has                    | 32 864             |
| Sivasspor            | 2017            | 1er (1.Lig)          | Samet Aybaba                                                                                 | 2017   | Stade du 4-Septembre de Sivas      | 27 532             |
| Yeni Malatyaspor     | 2017            | 2e (1.Lig)           | Ertuğrul Sağlam (14/09/2017) Erol Bulut                                                      | 2017   | Malatya İnönü Stadium              | 13 000             |
| Göztepe SK           | 2017            | 5e (1.Lig)           | Tamer Tuna                                                                                   | 2017   | Bornova Stadyumu                   | 6 041              |

## Classement et résultats

### Classement
| Rang | Équipe                 | Pts | J  | G  | N  | P  | Bp | Bc | Diff |
| ---- | ---------------------- | --- | -- | -- | -- | -- | -- | -- | ---- |
| 1    | Galatasaray SK         | 75  | 34 | 24 | 3  | 7  | 75 | 33 | +42  |
| 2    | Fenerbahçe SK          | 72  | 34 | 21 | 9  | 4  | 78 | 36 | +42  |
| 3    | İstanbul Başakşehir    | 72  | 34 | 22 | 6  | 6  | 62 | 34 | +28  |
| 4    | Beşiktaş JK T          | 71  | 34 | 21 | 8  | 5  | 69 | 30 | +39  |
| 5    | Trabzonspor            | 55  | 34 | 15 | 10 | 9  | 63 | 51 | +12  |
| 6    | Göztepe SK P           | 49  | 34 | 13 | 10 | 11 | 49 | 50 | -1   |
| 7    | Sivasspor P            | 49  | 34 | 14 | 7  | 13 | 45 | 53 | -8   |
| 8    | Kasımpaşa SK           | 44  | 34 | 13 | 7  | 14 | 57 | 58 | -1   |
| 9    | Kayserispor            | 44  | 34 | 12 | 8  | 14 | 44 | 55 | -11  |
| 10   | Yeni Malatyaspor P     | 43  | 34 | 11 | 10 | 13 | 38 | 45 | -7   |
| 11   | Akhisar Belediyespor C | 42  | 34 | 11 | 9  | 14 | 44 | 53 | -9   |
| 12   | Bursaspor              | 39  | 34 | 11 | 6  | 17 | 43 | 48 | -5   |
| 13   | Antalyaspor            | 38  | 34 | 10 | 8  | 16 | 40 | 59 | -19  |
| 14   | Alanyaspor             | 40  | 34 | 11 | 7  | 16 | 55 | 59 | -4   |
| 15   | KonyasporS             | 36  | 34 | 9  | 9  | 16 | 38 | 42 | -4   |
| 16   | Osmanlıspor            | 33  | 34 | 8  | 9  | 16 | 49 | 60 | -11  |
| 17   | Gençlerbirliği SK      | 33  | 34 | 8  | 9  | 17 | 37 | 54 | -17  |
| 18   | Kardemir Karabükspor   | 12  | 34 | 3  | 3  | 28 | 20 | 86 | -66  |

Qualifications européennes
Ligue des champions 2018-2019
- 1er : phase de groupes
- 2e : troisième tour de qualification

Ligue Europa 2018-2019
- C : phase de groupes
- 3e : troisième tour de qualification
- 4e : deuxième tour de qualification

Relégation en 1. Lig 2018-2019
- 17e et 18e : relégation

Abréviations
- T : Tenant du titre
- C : Vainqueur de la Coupe de Turquie 2018
- S : Vainqueur de la Supercoupe de Turquie 2017
- P : Promus de 1. Lig 2016-2017

## Bilan de la saison
| Championnat de Turquie de football 2017-2018                        |                            |
| Champion                                                            | Galatasaray SK (21e titre) |
| Coupes et trophées                                                  |                            |
| Vainqueur de la Coupe de Turquie 2017-2018                          | Akhisar Belediyespor       |
| Qualifications continentales                                        |                            |
| Ligue des champions de l'UEFA 2018-2019                             | Galatasaray SK             |
| Ligue des champions de l'UEFA 2018-2019                             | Fenerbahçe SK              |
| Ligue Europa 2017-2018                                              | Akhisar Belediyespor       |
| Ligue Europa 2017-2018                                              | İstanbul Başakşehir        |
| Ligue Europa 2017-2018                                              | Beşiktaş                   |
| Promotions et relégations                                           |                            |
| Promus en Championnat de Turquie de football                        | Çaykur Rizespor            |
| Promus en Championnat de Turquie de football                        | MKE Ankaragücü             |
| Promus en Championnat de Turquie de football                        | Erzurum BB                 |
| Relégués en Championnat de Turquie de football de deuxième division | Osmanlıspor                |
| Relégués en Championnat de Turquie de football de deuxième division | Gençlerbirliği SK          |
| Relégués en Championnat de Turquie de football de deuxième division | Kardemir Karabükspor       |

## Statistiques

### Meilleurs buteurs
|   | Buteurs           | Clubs               | Buts Note 1 | Pen. Note 1 | Pas. Note 2 |
| - | ----------------- | ------------------- | ----------- | ----------- | ----------- |
| 1 | Bafétimbi Gomis   | Galatasaray         | 29          | 4           | 5           |
| 2 | Burak Yilmaz      | Trabzonspor         | 23          | 6           | 3           |
| 3 | Adis Jahović      | Konyaspor           | 19          | 7           | 3           |
| 4 | Emmanuel Adebayor | İstanbul Başakşehir | 15          | 1           | 3           |

| Source : Classement des meilleurs buteurs sur Soccerway 1 : Nombre de buts inscrits (+) avec nombre de pénaltys (-) 2 : Nombre de passes décisives (+) |

### Meilleurs passeurs
|   | Passeur          | Club                | Pas. |
| - | ---------------- | ------------------- | ---- |
| 1 | Edin Višća       | İstanbul Başakşehir | 15   |
| 2 | Garry Rodrigues  | Galatasaray         | 10   |
| 3 | Emre Akbaba      | Alanyaspor          | 9    |
| 3 | Emre Belözoğlu   | İstanbul Başakşehir | 9    |
| 3 | Sofiane Feghouli | Galatasaray         | 9    |
| 3 | Mathieu Valbuena | Fenerbahçe          | 9    |
| 4 | Younes Belhanda  | Galatasaray         | 8    |
| 4 | Nabil Dirar      | Fenerbahçe          | 8    |

| Source : Classement des meilleurs passeurs sur Soccerway |